# Chomarat
Pour les articles homonymes, voir Chomarat (homonymie).
Chomarat est une entreprise dans le secteur des matériaux composites et des textiles techniques, implantée en Ardèche et notamment au Cheylard et à Mariac fondée en 1898. 

## Secteur d'activité
Elle fabrique différents types de textiles, de plastiques et de fibres de verre et dispose de trois divisions : 
- Renforts pour Composite
- Renforts pour construction
- Coatings (enduction, films techniques et textiles)

Elle dispose de 4 sites industriels en France, en Tunisie, aux États-Unis et en Chine.
Elle est présente dans l'automobile, l’aéronautique, le sport, l’énergie, la marine, la construction et l'industrie du luxe.